# Alpaida graphica
Alpaida graphica är en spindelart som först beskrevs av Octavius Pickard-Cambridge 1889.
Alpaida graphica ingår i släktet Alpaida och familjen hjulspindlar. Inga underarter finns listade i Catalogue of Life.